# Папиллома
Папиллома (от лат. papilla — «сосок» и греч. -ωμα - «опухоль») — суффикс, указывающий на опухоль или иное новообразование) — собирательное название доброкачественных опухолевидных образований на коже с основой в виде соединительнотканного сосочка, покрытого эпителием. Может проявляться как у людей (на коже, на слизистых оболочках полости носа, околоносовых пазух, глотки, голосовых связок, рта, мочевого пузыря и т. п.), так и у многих животных. Папилломы не следует путать с акрохордонами.
Развивается из плоского или переходного эпителия и, как правило, представляет собой мягкую плотную опухоль на ножке (в некоторых случаях — на широком основании) величиной около одного-двух сантиметров с неровной внешней поверхностью цветом от белого до грязно-коричневого. Временами папиллома может разрастаться в разных направлениях, принимая вид, похожий на петушиный гребень или цветную капусту.
Если папиллома возникает на видимых частях тела (лицо, шея и т. п.), то её удаление может иметь исключительно косметическое значение. Появление папилломы на слизистых оболочках гортани может вызвать нарушения дыхания или голоса; папиллома мочевого пузыря может стать причиной гематурии. Образование множественных папиллом носит название папилломатоза.
В большинстве случаев появление на теле папилломы имеет вирусную этиологию (см. папилломавирусы человека), однако у человека папилломы могут быть как врождёнными, так и возникать как следствие каких-либо хронических воспалительных раздражений.

## Лечение
Лечение папилломы обычно осуществляется хирургическими методами, однако также применяется криодеструкция.